# Niedermotzing
Niedermotzing ist ein Gemeindeteil der Gemeinde Aholfing und eine Gemarkung im niederbayerischen Landkreis Straubing-Bogen. Bis 1975 bildete es eine selbstständige Gemeinde.

## Lage
Das Pfarrdorf Niedermotzing liegt an der Donau etwa zwei Kilometer südöstlich von Aholfing. Von dem etwas nördlicher gelegenen Obermotzing wird es durch die Alte Laber getrennt.
Die Gemarkung Niedermotzing mit einer Fläche von 323,17 Hektar liegt vollständig im Gemeindegebiet von Aholfing. Auf ihr liegen die Aholfinger Gemeindeteile Niedermotzing und Landstorf.

## Geschichte
Die frühen Motzing-Nennungen vom 9. bis zum 12. Jahrhundert beziehen sich vermutlich bereits auf Niedermotzing. Aufgrund einer Regelung im Jahr 1503 zwischen dem Regensburger Bischof Ruprecht und dem bayerischen Herzog Albrecht IV. hatte das Hochstift Regensburg über die bischöfliche Herrschaft Wörth in Niedermotzing die einzige Hochgerichtsenklave im Landgericht Straubing. Verwaltungsmäßig war es Teil der Obmannschaft Obmannschaft Dürnhart.
Diese Regelung bestand bis zur allgemeinen Neuordnung Anfang des 19. Jahrhunderts. 1808 kam Niedermotzing zum Steuerdistrikt Aholfing. Nach dem Kataster aus diesem Jahr hatte es dreißig Anwesen. Als „Untermotzing“ wurde die ehemalige hochstiftliche Gerichtsenklave 1811 dem Landgericht Straubing unterstellt. Im Zuge der Gemeindebildung kam Niedermotzing 1821 zur Gemeinde Aholfing. Damals gab es auch eine Schule in Niedermotzing.
1831 wurde Niedermotzing eine selbstständige Gemeinde. Die Einöde Landstorf wurde 1946 aus der Gemeinde Atting in die Gemeinde Niedermotzing umgegliedert. 1961 hatte die Gemeinde eine Fläche von 319,93 Hektar und 188 Einwohner, 181 davon im Pfarrdorf Niedermotzing. 1975 wurde die Gemeinde Niedermotzing im Zuge der Gebietsreform in Bayern nach Aholfing eingemeindet. 1987 hatte Niedermotzing 233 Einwohner.

## Sehenswürdigkeiten
Siehe auch: Liste der Baudenkmäler in Niedermotzing
- Pfarrkirche St. Bartholomäus. Sie wurde 1722 erbaut; die Sakristei und der Turm sind spätgotisch.

## Vereine
- Freiwillige Feuerwehr Niedermotzing
- Krieger- und Soldatenkameradschaft Ober-/Niedermotzing
- Schützenverein "Jagabluat" Motzing
- SKC Motzing (Kegelverein)
- SV Motzing. Er wurde 1946 gegründet.
- KLJB Motzing